# Hügelschwalbe
Die Hügelschwalbe (Hirundo domicola) ist eine Vogelart aus der Familie der Schwalben (Hirundinidae).
Die Art wurde früher als konspezifisch mit oder als Unterart der Tahitischwalbe (Hirundo tahitica) angesehen.

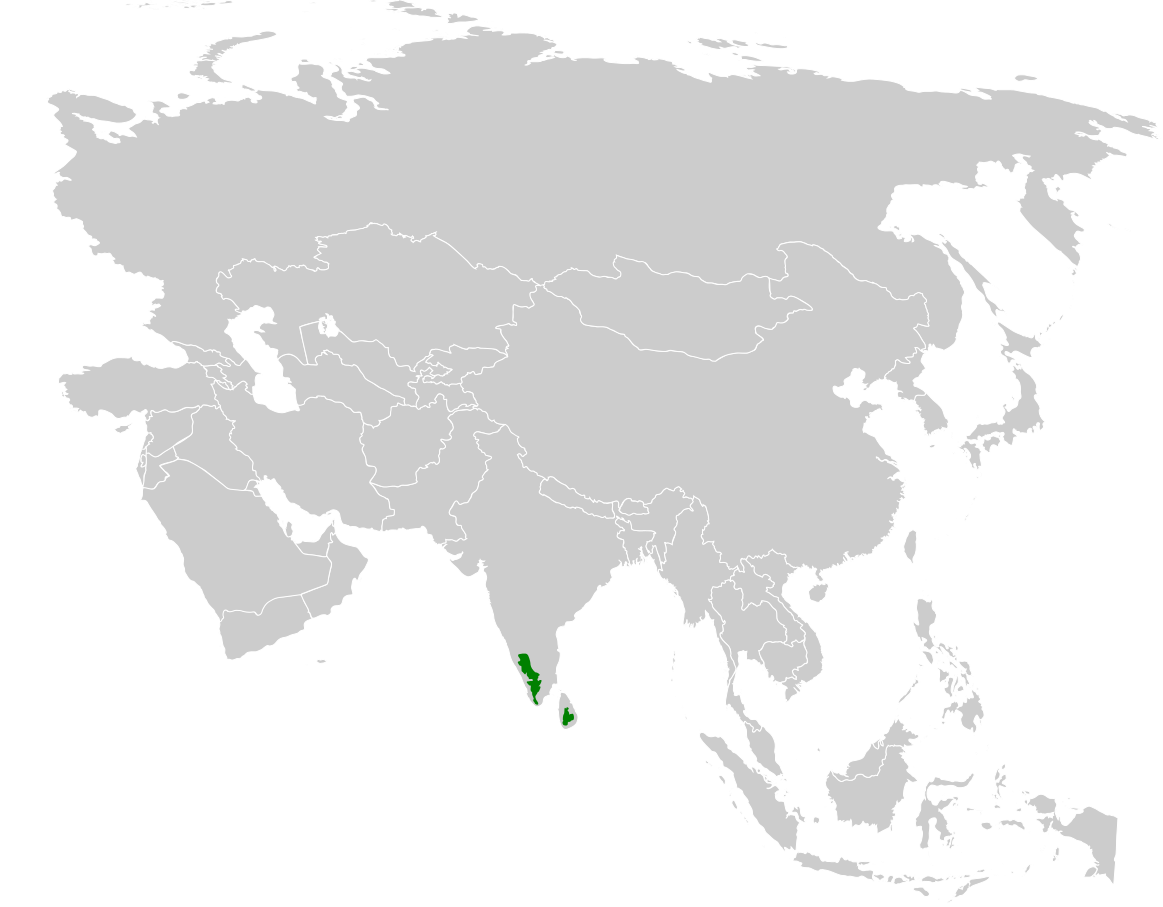
Vorkommen der Hügelschwalbe

Der Vogel kommt in Indien in den Hügeln der Westghats und in Sri Lanka vor.
Der Lebensraum liegt zwischen 700 und 2400 m Höhe und außerhalb der Brutzeit auch in niederen Lagen.
Der Artzusatz kommt von lateinisch domus ‚Haus‘ und lateinisch colere ‚wohnen‘.
Dieser Vogel ist ein Standvogel, außerhalb der Brutzeit wandert er in tiefere Lagen bis 300 m Höhe.

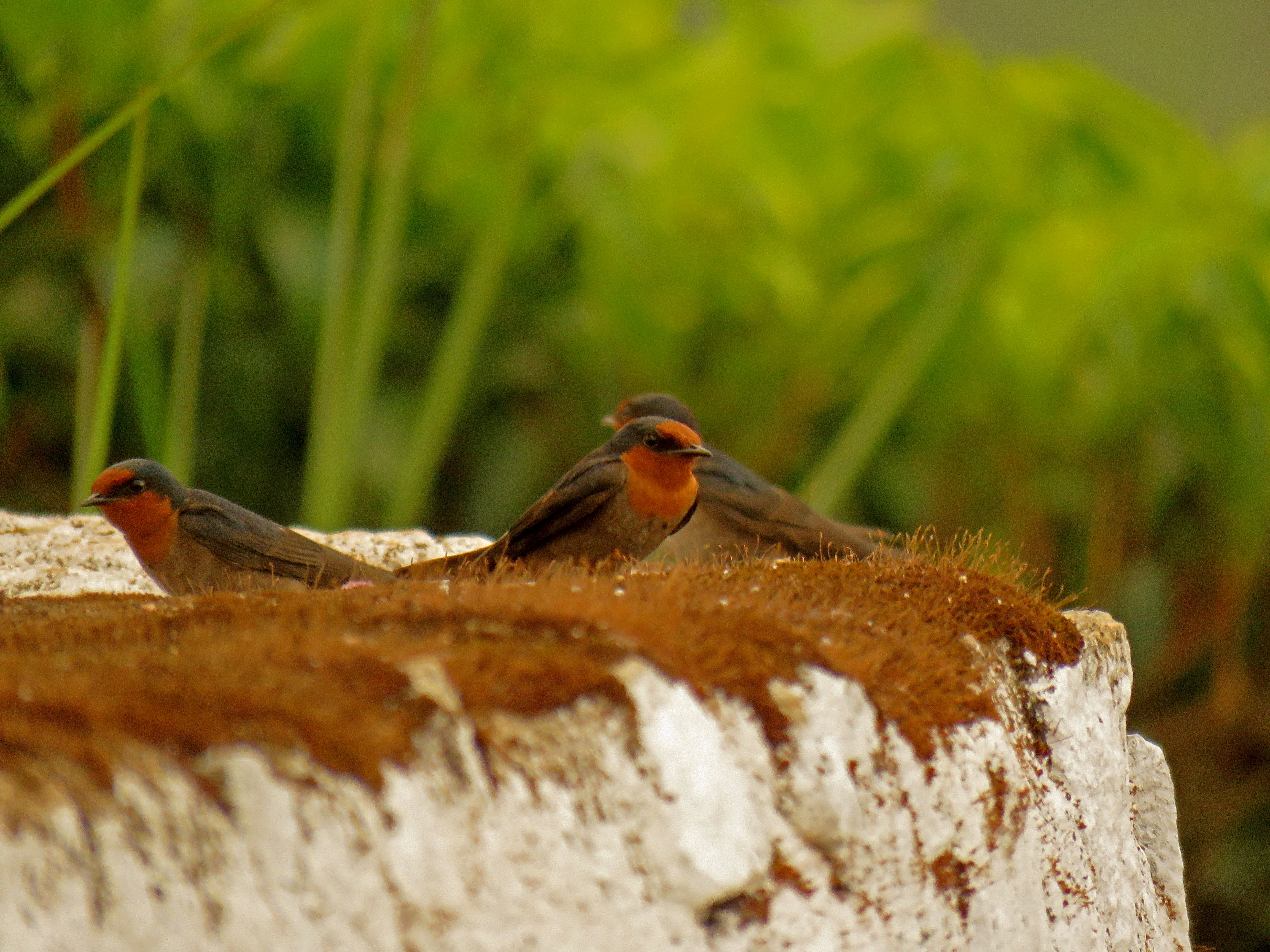
Hügelschwalben

## Merkmale
Der Vogel ist etwa 12–13 cm groß, eine eher kleinere Schwalbe mit gegabeltem Schwanz. Sie ähnelt der Tahitischwalbe mit dunkler, glänzender Oberseite, rotbrauner Stirn und Kehle, die Oberseite ist aber grünlich und nicht stahlblau. Ohrdecken und obere Brust sind auch rotbraun. Die Unterseite ist aschfarben bis braun, zum Bauch hin heller bis weißlich. Die Unterschwanzdecken sind schwärzlich mit weißlichen Rändern. Die weißen Flecken an den Schwanzfedern bilden ein Subterminalband. Männchen und Weibchen unterscheiden sich nicht, auch nicht in der Länge der äußeren Steuerfedern. Jungvögel sind blasser, an der Oberseite brauner, das Rotbraun ist matter. Iris, Schnabel und Füße sind schwarz.
In ihrem Verbreitungsgebiet ist die Art nur verwechselbar mit der Rauchschwalbe (Hirundo rustica), die aber ein schwärzliches Brustband, weniger ausgedehntes Rotbraun an der Stirn, meist längere Steuerfedern, keine farblich abgesetzten Flanken und ungestrichelte Unterschwanzdecken aufweist. Die Braunscheitelschwalbe (Petrochelidon fluvicola) hat weiße Flanken, eine gestrichelte Kehle und Oberbrust, die Rötelschwalbe (Cecropis daurica) hat eine blasse Kehle und ein blasses Rumpfband, die Rostbauch-Rötelschwalbe (Cecropis hyperythra) ist an der Unterseite und dem Bürzel dunkel rotbraun.
Die Art ist monotypisch.

## Stimme
Die Rufe werden als angenehmes Zwitschern, auch als einsilbiges „chit“ beschrieben, deutlich höher, dünner und klarer als bei der Tahitischwalbe.

## Lebensweise
Die Nahrung besteht hauptsächlich aus fliegenden Insekten, die deutlich unterhalb der Jagdzone der Rauchschwalbe (Hirundo rustica) gejagt werden mit schnellen Drehungen und Wendungen. Der Vogel sitzt gerne paarweise oder in kleinen Gruppen auf Leitungen, aber nicht in großen Schwärmen.
Die Brutzeit liegt zwischen November und April. Beide Elternvögel bauen das Nest, halbschalenförmig aus Lehm und ausgelegt mit trockenem Gras, Moos und Flechten, gerne auch Federn. Das Nest kann wieder verwendet werden. Das Gelege besteht aus 2–3 Eiern, die von beiden bebrütet werden, auch füttern beide die Küken.

## Gefährdungssituation
Die Gefährdungssituation ist bislang nicht untersucht.